# Heterostemma brownii
Heterostemma brownii är en oleanderväxtart som beskrevs av Bunzo Hayata. Heterostemma brownii ingår i släktet Heterostemma och familjen oleanderväxter. Inga underarter finns listade i Catalogue of Life.